# Bassoues
Bassoues är en kommun i departementet Gers i regionen Occitanien i sydvästra Frankrike. Kommunen ligger i kantonen Montesquiou som tillhör arrondissementet Mirande. År 2022 hade Bassoues 331 invånare.

## Befolkningsutveckling
Antalet invånare i kommunen Bassoues
Referens:INSEE